# Adelheid Biesecker
Adelheid Biesecker (* 21. Juni 1942 in Berlin) ist emeritierte Professorin für Wirtschaftswissenschaften an der Universität Bremen.

## Leben
Adelheid Biesecker hat an der Freien Universität Berlin Volkswirtschaftslehre studiert und wurde 1969 zum Dr. rer. pol. promoviert.
1971 wechselte sie an die neu gegründete Universität Bremen. Sie war dort bis 2004 Professorin für „Ökonomische Theorie unter besonderer Berücksichtigung ihrer gesellschafts-historischen Entstehungsbedingungen“ im Fachbereich Wirtschaftswissenschaft und leitete bis zu ihrer Emeritierung gemeinsam mit zwei Kollegen das Institut für Institutionelle Ökonomie und Sozial-Ökonomie. Ihre Arbeitsschwerpunkte sind: Geschichte ökonomischer Theoriebildung, Mikroökonomie aus sozial-ökologischer Perspektive, Ökologische Ökonomie und Feministische Ökonomie. Ihr letztes Forschungsprojekt gemeinsam mit zehn Kollegen trug den Titel „Blockierter Wandel? Denk- und Handlungsräume für eine nachhaltige Regionalentwicklung“ und wurde im Rahmen des Forschungsschwerpunktes „Sozial-ökologische Forschung“ vom Bundesministerium für Bildung und Forschung gefördert.
Wegen ihrer Mitgliedschaft im Kommunistischen Bund Westdeutschland (KBW) betrieb der Bremer Senat Mitte der siebziger Jahre erfolglos ihre Entlassung aus dem öffentlichen Dienst. 1979 kandidierte Adelheid Biesecker bei der Wahl zur Bremischen Bürgerschaft für den KBW, bei der Bundestagswahl 1980 trat sie im Wahlkreis 50 Bremen-Ost ebenfalls für diese Organisation an. Nach der Einstellung der Parteiorgane des KBW 1983 gehörte sie zu den Herausgebern der KBW-Nachfolgezeitschrift Kommune. Diese radikalen politischen Einstellungen hat sie heute nicht mehr. Sie engagiert sich nun stark für den Umweltschutz und Nachhaltigkeit, nicht nur in ihren wissenschaftlichen Arbeiten und Vorträgen, sondern vor allem auch in privaten Bereichen.
Adelheid Biesecker war von 1994 bis 1999 Mitglied des Sachverständigenausschusses im Forschungsprogramm „Modellprojekte Nachhaltigen Wirtschaftens“ beim Bundesministerium für Bildung, Wissenschaft und Forschung. Von 2000 bis 2002 gehörte sie der Enquête-Kommission „Zukunft des  Bürgerschaftlichen Engagements“ des Deutschen Bundestages an. Sie ist Mitglied im Netzwerk „Vorsorgendes Wirtschaften“ sowie in der Vereinigung für Ökologische Ökonomie (VÖÖ) und gehört dem Wissenschaftlichen Beirat von attac Deutschland an.

## Veröffentlichungen (Auswahl)
- Zusammen mit Maite Matthes, Susanne Schön, Babette Scurrell (Hrsg.): Vorsorgendes Wirtschaften. Auf dem Weg zu einer Ökonomie des guten Lebens. Kleine Verlag, Bielefeld 2000.
- Zusammen mit Stefan Kesting: Mikroökonomik. Eine Einführung aus sozial-ökologischer Perspektive. Oldenbourg-Verlag, München 2003.
- Zusammen mit Martin Büscher, Thomas Sauer, Eckart Stratmann-Mertens (Hrsg.): Alternative Weltwirtschaftsordnung; Perspektiven nach Cancún. VSA Verlag, Hamburg 2004
- Zusammen mit Sabine Hofmeister: Die Neuerfindung des Ökonomischen. Ein (re)produktionstheoretischer Beitrag zur Sozial-ökologischen Forschung. Ergebnisse Sozial-ökologischer Forschung Band 2. oekom Verlag, München 2006.
- Zusammen mit Sabine Hofmeister: (Re)Produktivität. Nachhaltige Natur- und Geschlechterverhältnisse. In: Widerspruch. Nr. 54, 28. Jahrgang 2008, S. 111–126.
- Zusammen mit Helmut Bley: Krise ohne Ende? Zur Geschichte und den Ursachen kapitalistischer Krisen und mögliche Alternativen (Flugschriften kritischer Wissenschaft). Offizin Hannover, Hannover 2009, ISBN 978-3-93034-586-1.
- Zusammen mit Heinz-J. Bontrup, Falko Brede: Wege und Irrwege in die Wissensgesellschaft: Forschungspolitik zwischen Standortsicherung und gesellschaftlicher Verantwortung. Bund demokratischer Wissenschaftlerinnen, 2011, ISBN 978-3-93986-413-4.